# Wereldkampioenschappen moderne vijfkamp 2001
De wereldkampioenschappen moderne vijfkamp 2001 werden gehouden in Millfield in het Verenigd Koninkrijk.

## Medailles

### Mannen
| Onderdeel   | Goud | Goud                                     | Zilver | Zilver                                                     | Brons | Brons                                          |
| ----------- | ---- | ---------------------------------------- | ------ | ---------------------------------------------------------- | ----- | ---------------------------------------------- |
| Individueel | HUN  | Gábor Balogh                             | HUN    | Viktor Horváth                                             | BUL   | Tsanko Khantov                                 |
| Team        | HUN  | Gábor Balogh Viktor Horváth Sándor Fülep | LTU    | Edvinas Krungolcas Andrejus Zadneprovskis Andrius Žemaitis | RUS   | Dmitri Galkin Andrej Moisejev Aleksej Toerkin  |
| Estafette   | HUN  | Sándor Fülep Viktor Horváth Ákos Kállai  | SWE    | Michael Brandt Erik Johansson Fredrik Svensson             | POL   | Maciej Bogucki Marcin Horbacz Andrzej Stefanek |

### Vrouwen
| Onderdeel   | Goud | Goud                                         | Zilver | Zilver                                                   | Brons | Brons                                                       |
| ----------- | ---- | -------------------------------------------- | ------ | -------------------------------------------------------- | ----- | ----------------------------------------------------------- |
| Individueel | GBR  | Stephanie Cook                               | POL    | Paulina Boenisz                                          | GBR   | Georgina Harland                                            |
| Team        | GBR  | Sian Lewis Kate Allenby Stephanie Cook       | POL    | Edyta Małoszyc Paulina Boenisz Katarzyna Baran           | RUS   | Tatjana Moeratova Jevdokia Gretsjisjnikova Olesja Velitsjko |
| Estafette   | GBR  | Kate Allenby Stephanie Cook Georgina Harland | RUS    | Tatjana Moeratova Jelizabeta Soevorova Viktoria Zaborova | CZE   | Lucie Grolichová Alexandra Kalinovská Olga Voženílková      |

### Medaillespiegel
| Plaats | Land                | Goud | Zilver | Brons | Totaal |
| 1      | Hongarije           | 3    | 1      | 0     | 4      |
| 2      | Verenigd Koninkrijk | 3    | 0      | 1     | 4      |
| 3      | Polen               | 0    | 2      | 1     | 3      |
| 4      | Rusland             | 0    | 1      | 2     | 3      |
| 5      | Litouwen            | 0    | 1      | 0     | 1      |
|        | Verenigd Koninkrijk | 0    | 1      | 0     | 1      |
| 7      | Bulgarije           | 0    | 0      | 1     | 1      |
|        | Tsjechië            | 0    | 0      | 1     | 1      |
| Totaal | Totaal              | 6    | 6      | 6     | 18     |